# Steve Miller (ishockeydomare)
Steve Miller, född 22 juli 1972, är en kanadensisk före detta ishockeydomare som var linjedomare och verksam i den nordamerikanska ishockeyligan National Hockey League (NHL) mellan 2000 och 2021. Under sin domarkarriär i NHL dömde han 1 285 grundspelsmatcher, 139 slutspelsmatcher (Stanley Cup) och tre Stanley Cup-finaler. Miller var även verksam internationellt och var en av ishockeydomarna vid de olympiska vinterspelen 2006 och World Cup i ishockey 2016.